# Neonoemacheilus assamensis
Neonoemacheilus assamensis és una espècie de peix de la família dels balitòrids i de l'ordre dels cipriniformes.

## Morfologia
- Cos amb 13-17 franges transversals de color marró fosc i recobert d'escates (llevat del cap).
- Els mascles poden assolir 4,3 cm de longitud total.
- Aleta dorsal amb 8 1/2 radis ramificats.
- Anus situat més a prop de l'aleta anal que de l'origen de l'aleta pèlviana.
- Boca semicircular.
- Escates petites i de forma ovalada.[7][8]

## Hàbitat
És un peix d'aigua dolça, demersal i de clima tropical.

## Distribució geogràfica
Es troba a Àsia: la conca del riu Brahmaputra a Assam i Manipur (l'Índia).

## Amenaces
Les seues principals amenaces són els desastres naturals (com ara, sequeres) i la pesca destructiva amb verins i dinamita.